# Anaxagorea crassipetala
Anaxagorea crassipetala är en kirimojaväxtart som beskrevs av William Botting Hemsley. Anaxagorea crassipetala ingår i släktet Anaxagorea och familjen kirimojaväxter. Inga underarter finns listade i Catalogue of Life.